# Aconitum luningense
Aconitum luningense är en ranunkelväxtart som beskrevs av Wen Tsai Wang. Aconitum luningense ingår i släktet stormhattar, och familjen ranunkelväxter. Inga underarter finns listade i Catalogue of Life.